# Con un palmo di naso
Con un palmo di naso è uno spettacolo di rivista presentato dalla Compagnia Totò-Anna Magnani nella stagione 1943-1944. Il debutto, al Teatro Valle di Roma, è avvenuto il 26 giugno 1944.

## Critica
(Vincenzo Talarico, Star, 12 agosto 1944)